# Maximilian zu Wied-Neuwied

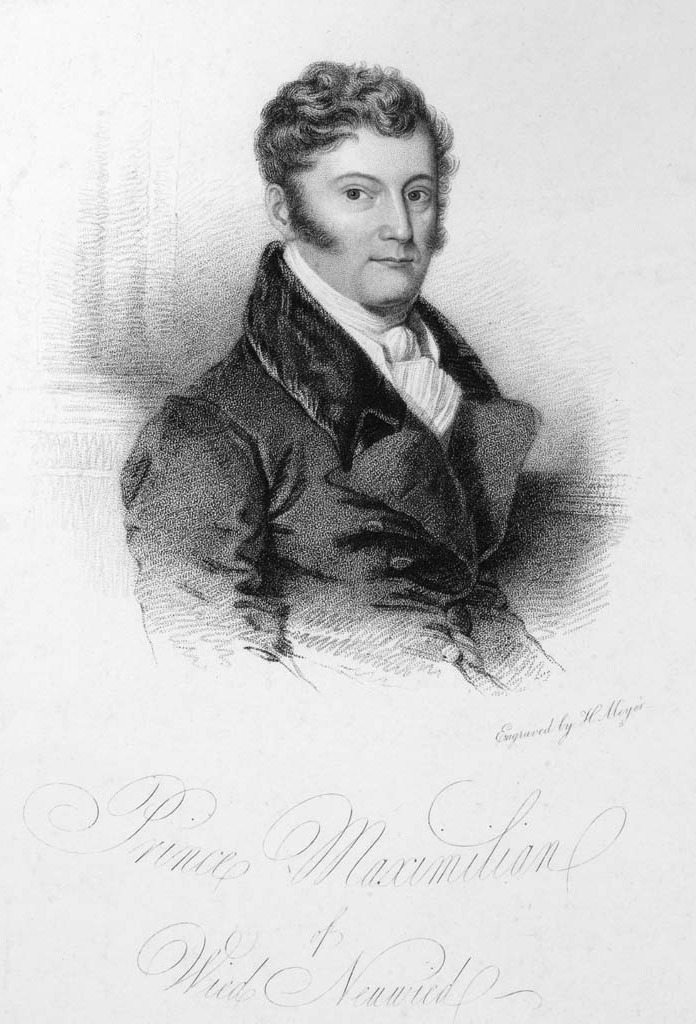
Maximilian zu Wied-Neuwied

Maximilian Alexander Philipp Prinz zu Wied-Neuwied (* 23. September 1782 in Neuwied; † 3. Februar 1867 ebenda; auch Maximilian zu Wied, Max zu Wied oder Maximilian von Wied zu Neuwied; selbstgewähltes Pseudonym auf Reisen: Baron von Braunsberg) war ein deutscher Forschungsreisender, Ethnologe, Zoologe und Naturforscher. Nach dem Vorbild Alexander von Humboldts unternahm er zwei mehrjährige Expeditionen nach Amerika. Durch deren Auswertung in zahlreichen Publikationen trug er Wesentliches zur Botanik, Zoologie und Ethnologie Brasiliens und Nordamerikas bei. Die Universität Jena verlieh ihm 1858 die Ehrendoktorwürde. Mehr als 50 wissenschaftliche Gattungs- und Artenbezeichnungen tragen seinen Namen und erinnern an seine Forschungen. Sein botanisches Autorenkürzel lautet „Wied-Neuw.“

## Leben und Werk

### Lebenslauf

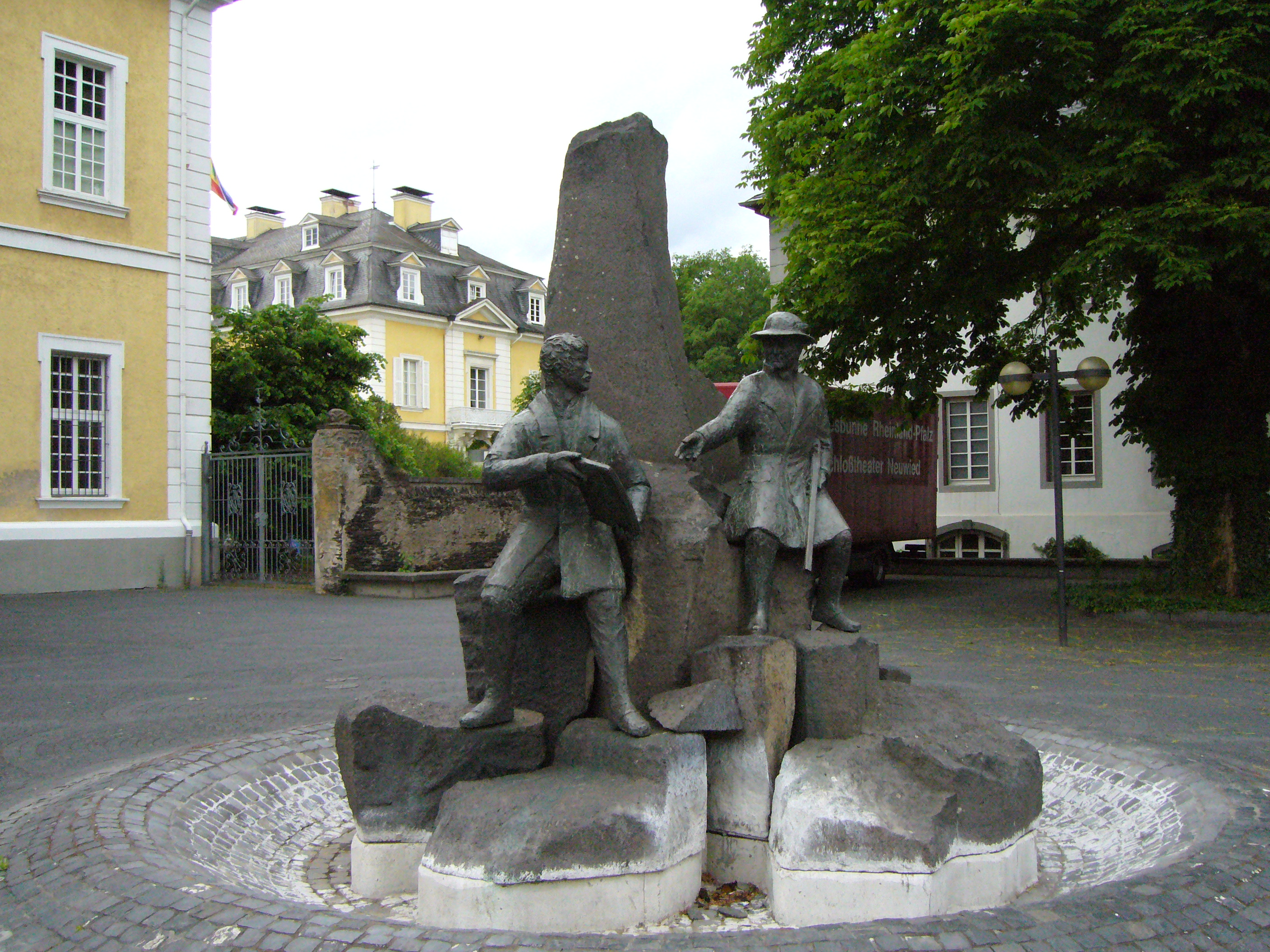
Denkmal für Maximilian zu Wied-Neuwied, den Maler Karl Bodmer und den Indianerhäuptling Mató-Tópe vor dem Schlosstheater in Neuwied, gestiftet 1985 von Friedrich Wilhelm Fürst zu Wied. Das Schlosstheater war ursprünglich das Neue Schloss, in dem sich das Arbeitszimmer von Maximilian befand.

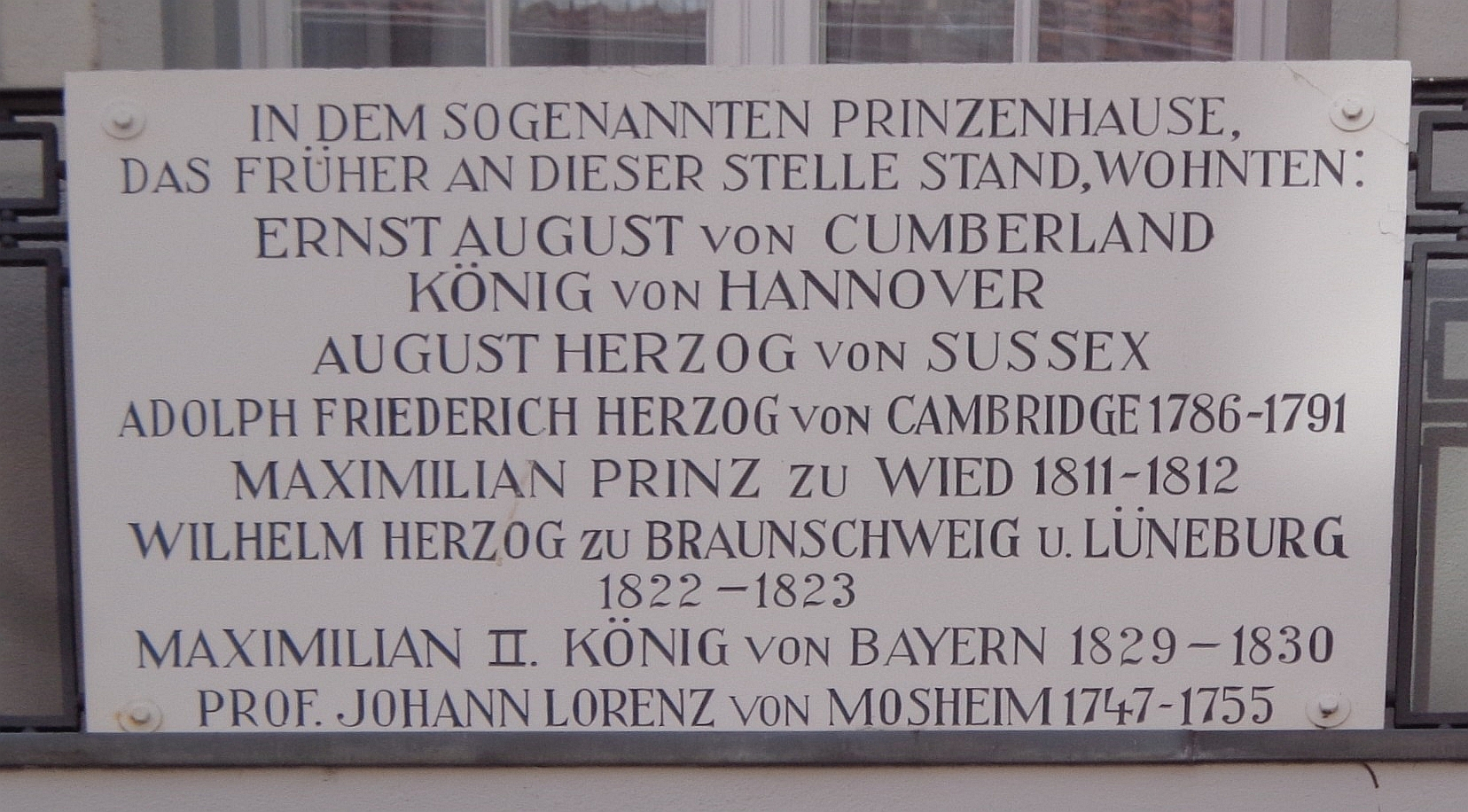
Göttingen, Erinnerungstafel für das frühere Prinzenhaus und seine bekannten Gäste

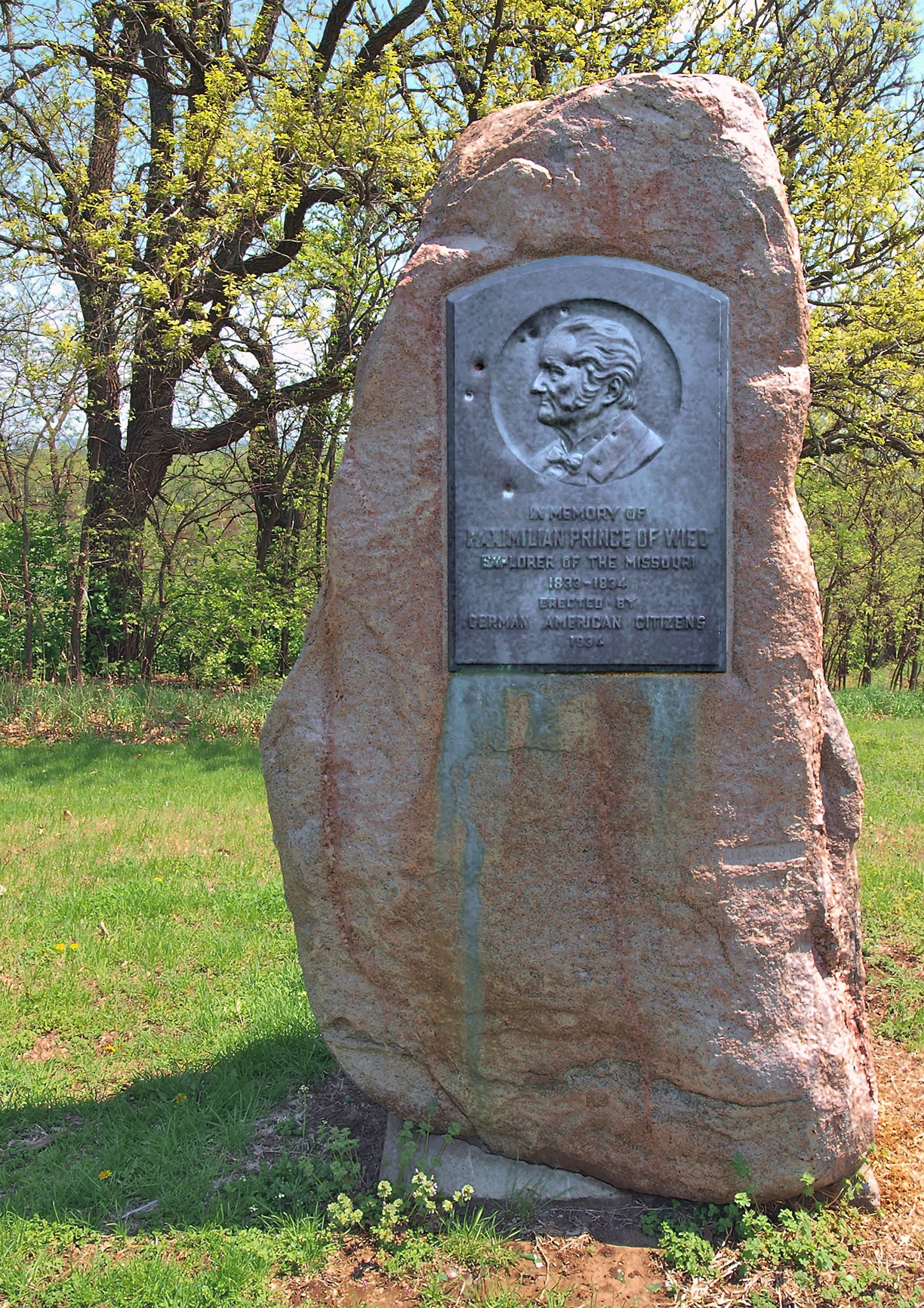
Denkmal für Maximilian zu Wied-Neuwied in Mount Vernon Gardens, Omaha, Nebraska, Vereinigte Staaten

Maximilian zu Wied-Neuwied war das achte von zehn Kindern des Erbgrafen Friedrich Carl zu Wied-Neuwied (1741–1809) und dessen Ehefrau Louise, geborene Gräfin zu Sayn-Wittgenstein-Berleburg (1747–1823).
Christian Friedrich Hoffmann, ein Ingenieurleutnant, unterrichtete ihn vor allem in Naturkunde und Archäologie, verbrachte mit ihm viel Zeit in den umliegenden Wäldern, begleitete ihn bei der Jagd und leitete ihn an, Pflanzen zu sammeln.
Maximilian zu Wied-Neuwied wurde am 8. Oktober 1801 als Premierleutnant dem Regiment der Garde der Preußischen Armee aggregiert. Wegen seines großen Interesses am Soldatenberuf kam er am 5. Februar 1803 als jüngster Stabskapitän in das Regiment des Königs. Während des Vierten Koalitionskrieges nahm er an der Schlacht bei Jena und Auerstedt teil und geriet am 28. Oktober 1806 bei Prenzlau in der Uckermark in französische Gefangenschaft, aus der er aber nach wenigen Tagen entlassen wurde. Am 31. März 1808 bekam er seinen Abschied als Major und die Erlaubnis, seine alte Armeeuniform zu tragen.
Anschließend widmete er sich zu Hause dem Selbststudium der Geographie, Naturgeschichte und Völkerkunde. Außerdem führte er Briefwechsel mit Alexander von Humboldt und anderen Naturwissenschaftlern sowie mit gelehrten Gesellschaften und Institutionen. Er war im Wintersemester 1811/12 an der Georg-August-Universität Göttingen immatrikuliert, wohnte bei Dietrich in der Prinzenstraße und hörte Vorlesungen von Johann Friedrich Blumenbach. Weitere Universitätsstudien lassen sich nicht nachweisen.
Mit dem Beginn der Befreiungskriege kehrte er am 16. Dezember 1813 als Major in die Armee zurück und wurde dem Brandenburgischen Husaren-Regiment aggregiert. Er nahm 1813/14 an den Kämpfen bei Chalons, Chateau Thierry, La Fère und St.-Martin teil und war im März 1814 beim siegreichen Einzug der Alliierten in Paris dabei. Nach dem Frieden von Paris bat er um seinen Urlaub für eine Expedition nach Brasilien, dieser wurde ihm am 20. Januar 1815 bewilligt.
In den Jahren 1815 bis 1817 führte er seine Expedition nach Brasilien durch. Er dokumentierte die Flora, Fauna und die indigene Bevölkerung, insbesondere den Stamm der Botokuden. Die Ergebnisse dieser Expedition veröffentlichte er 1820/21 unter dem Titel Reise nach Brasilien in den Jahren 1815 bis 1817. Am 5. Februar 1817 bekam er seinen erneuten Abschied und die Genehmigung, seine Armeeuniform zu tragen, am 17. Juni 1824 wurde ihm das Tragen der Uniform des 3. Husaren-Regiments genehmigt.
Von nun an widmete er sich ganz seinen naturkundlichen Studien. In den 1820er Jahren beschäftigte er sich in besonderer Weise mit Labrador, Nordamerika, Russisch-Asien und der Steppe Kirgisiens und entschied sich dann für eine weitere Expedition nach Nordamerika.
Diese Expedition nach Nordamerika in Begleitung des Schweizer Malers Karl Bodmer und des fürstlichen Jägers und Präparators David Dreidoppel unternahm er von 1832 bis 1834. Die Ergebnisse dieser Expedition veröffentlichte er zwischen 1837 und 1842 in seinem Werk Reise in das innere Nord-America in den Jahren 1832 bis 1834.
Seine bei den Expeditionen angelegte und durch Tausch oder Ankauf erweiterte Sammlung stellte er in der ehemaligen Fasanerie im Park der fürstlichen Residenz in Neuwied aus.
Als der Prinz im Herbst 1840 zur Huldigung des Königs Friedrich Wilhelm IV. nach Berlin kam, verlieh ihm der König auch den Charakter eines Generalmajors mit folgendem Schreiben: „Ew. Liebden letzte Anwesenheit in Berlin hat Mir die Auszeichnung in Erinnerung gebracht, mit welcher Sie in einer hochwichtigen Zeit die Unabhängigkeit der Throne und Völker in der Armee Meines hochseligen Vaters verteidigen halfen. Wenngleich Sie die militärische Laufbahn verlassen haben, so gereicht es Mir doch zum besonderen Vergnügen, Ihnen zum Andenken an die Leistungen einer früheren Zeit den Charakter als Generalmajor beizulegen. Ich wünsche Sie in dieser Eigenschaft recht oft zu sehen, um Ihnen den Ausdruck Meiner achtungsvollen und wohlwollenden Gesinnung zu erneuern.“
Im Jahr 1842 nahm er Zeichenunterricht bei dem Düsseldorfer Maler Lorenz Clasen, nachdem sein bisheriger Zeichenlehrer August Adolf Chauvin nach Belgien ausgewandert war.
Am 3. Februar 1867 starb Maximilian zu Wied-Neuwied an einer Lungenentzündung. Er wurde im Familiengrab der Fürsten zu Wied beigesetzt.

### Erste Expedition in die Schweiz
Inspiriert durch einen Reisebericht des Arztes und Naturforschers Johann Gottfried Ebel entschloss sich der Prinz zu einer Forschungsreise in die Schweiz. Am 3. Juni 1808 reiste er nach Heidelberg. Dort traf er seine Begleiter Carl Keßler, Graf Heinrich LX. Reuß und den Rittmeister Lorenz von Reichenbach. Am 22. Juni trafen sie in Zürich ein und besuchten dort verschiedene Naturaliensammlungen. Maximilian begegnete dem Arzt und Ornithologen Heinrich Rudolf Schinz, mit dem er sich intensiv austauschte. Die Expedition durch die Schweiz ging von Luzern in die Kantone Uri, Unterwalden, Graubünden, Glarus, Schwyz und über die Rigi wieder zurück. Ende Juli erreichte die Reisegesellschaft das Tessin und nach Schiffstouren auf verschiedenen Seen ging es weiter über Chiasso nach Mailand. In Pavia erfolgte ein Besuch des Naturalienkabinetts des Lazzaro Spalanzani „das jetzt nach dem von Paris in der Classe der Säugethiere das vollständigste seyn soll...“
Anschließend wurde am 4. August die Reise mit Postkutsche und zu Fuß nach Voghera und Genua fortgesetzt. Über den Simplonpass erreichte die Gruppe den Kanton Wallis. Danach wurde unter der Führung des Bergsteigers Jacques Balmat, Erstbesteiger des Mont Blanc 1786, der Col de Balme überwunden und Chamonix erreicht. Auf der Rückreise besuchte die Reisegruppe noch das Erziehungsinstitut des Pädagogen Johann Heinrich Pestalozzi. Letzte Station der Expedition war Basel, dort wurden die Universitätsbibliothek, das Grab des Erasmus von Rotterdam und die Sammlung des Kupferstechers Christian von Mechel besichtigt. Am 11. September erreichten Maximilian und sein Bruder Carl mit einem Schiff Neuwied. 1841 und 1858 reisten beide nochmals in die Schweiz, wobei die letzte Reise wegen einer Erkrankung Maximilians abgebrochen wurde.

### Die Expedition nach Brasilien 1815–1817
Die erste Expedition führte ihn 1815–1817 nach Brasilien, wohin Alexander von Humboldt nicht reisen durfte. In Brasilien hatte Wied Gelegenheit, sechs Stämme von Indianern zu besuchen: Botokuden, Canacán, Coroados, Coropos, Pataxó und Puri.
Insbesondere interessierte sich Wied für die dortige Vogelwelt und legte eine entsprechende Sammlung an. Zurück in Deutschland beschrieb er zahlreiche Arten erstmals für die Wissenschaft. Nicht nur von Goethe wurden seine eindrucksvollen Schilderungen der Natur Brasiliens wahrgenommen. Diese Sammlung gelangte dann zum größten Teil an das American Museum of Natural History und das Museum Wiesbaden.
Auf einem Teilstück der Brasilien-Expedition wurde er 1815–1817 von dem Pflanzenjäger Friedrich Sello und dem Vogelkundler Georg Wilhelm Freyreiss begleitet.

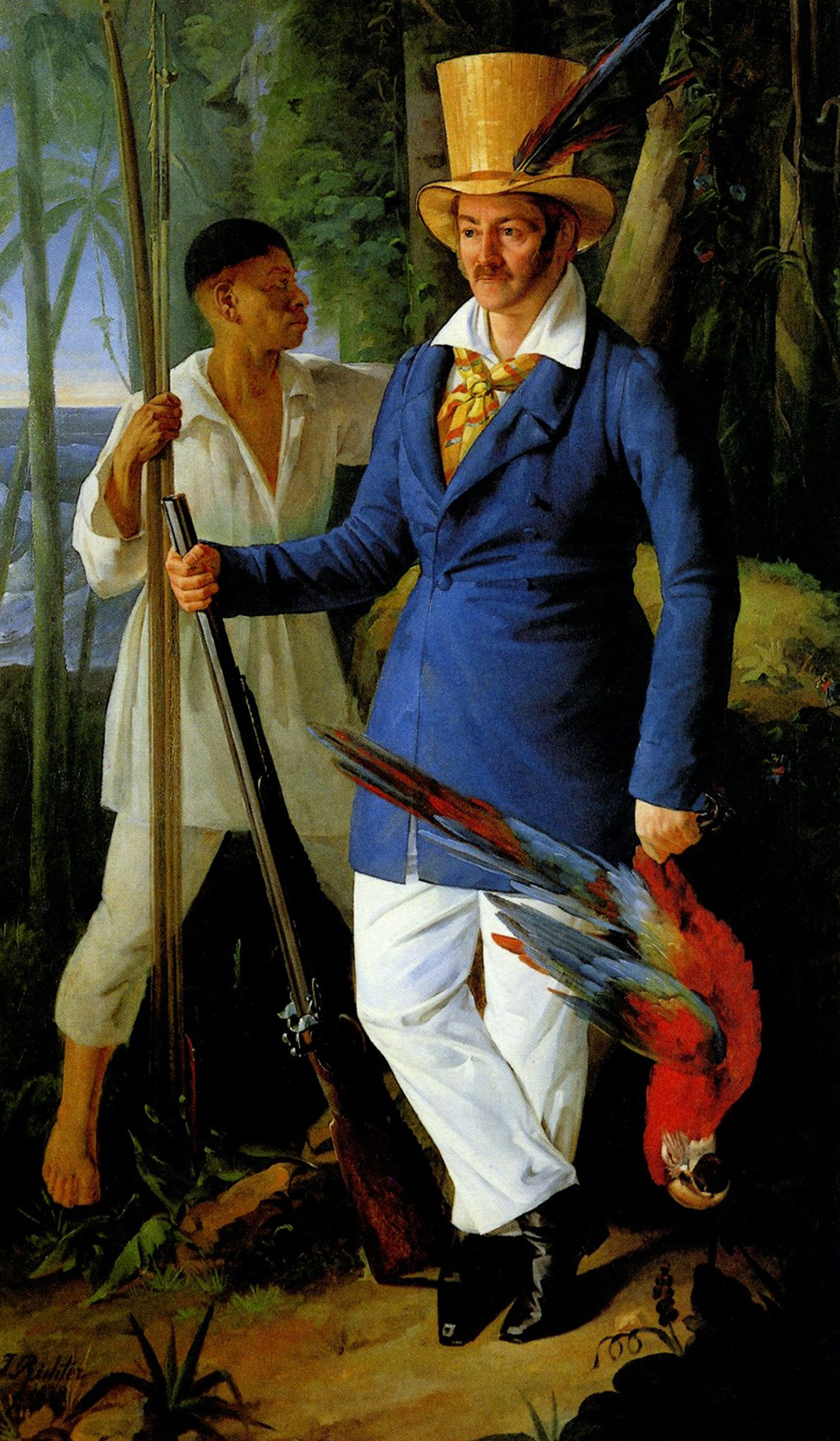
Prinz Maximilian zu Wied-Neuwied mit Joachim Quäck auf der Jagd im brasilianischen Urwald, gemalt von Johann Heinrich Richter

### Maximilian und der Botokude Quäck
Der Botokude-Indianer Joachim Quäck (Quäck = portugiesisch: Kuêk, ursprünglich: Nuguäck oder Nukuêk) (geb. 1804 im brasilianischen Bundesstaat Minas Gerais in Brasilien; gest. 1. Juni 1834 in Neuwied) traf 1817 als Minderjähriger Maximilian zu Wied-Neuwied in Brasilien, der 1817 während seiner Expedition nach Brasilien drei Monate lang im Gebiet zwischen Rio Doce und Rio do Prado das Leben der Botokuden beobachtete und erforschte. Quäck wurde für Maximilian zum einheimischen Reisebegleiter, der ihm das für seine Forschungen notwendige Hintergrundwissen vermittelte. Maximilian ließ ihn nach Europa nachkommen. Am 12. Februar 1818 kam Quäck in Neuwied an. Dort arbeitete er für Maximilian als dessen persönlicher Kammerdiener. Quäck starb im Alter von 30 Jahren am 1. Juni 1834 an einer Leberentzündung und wurde am 3. Juni 1834 (vermutlich auf dem Alten Friedhof von Neuwied) katholisch beerdigt.
Quäcks Schädel wurde nach seinem Tod obduziert und gelangte anschließend in die Abteilung Schädel fremder Raçen der Anthropologischen Sammlung des Anatomischen Museums der Rheinischen Friedrich-Wilhelms-Universität Bonn. Ende September 2010 fragte eine Vertreterin der brasilianischen Stadt Jequitinhonha nach, ob das Anatomische Institut der Universität Bonn den Schädel der Stadt Jequitinhonha überlassen könnte. Man wolle ihn den Nachfahren vom Stamme der Krenak übergeben – als Zeichen der Versöhnung der dortigen europäisch-stämmigen Bevölkerung an die Adresse der ursprünglichen amerindischen Einwohner. Die Rückführung gelang mit Hilfe des Auswärtigen Amtes. Am 15. Mai 2011 wurde Quäcks Schädel in einer feierlichen Zeremonie den Angehörigen seines Stammes im brasilianischen Bundesstaat Minas Gerais von Karl Schilling, dem Geschäftsführenden Direktor des Anatomischen Instituts der Universität Bonn, im Rahmen der Feier zum 200-jährigen Bestehen der Stadt Jequitinhonha übergeben. Die beiden Städte Neuwied in Deutschland und Jequitinhonha in Brasilien haben durch Quäck eine gemeinsame Geschichte und streben deshalb eine Städtepartnerschaft mit Jugendaustausch an.

### Das Werk „Reise in das innere Nord-America in den Jahren 1832 bis 1834“

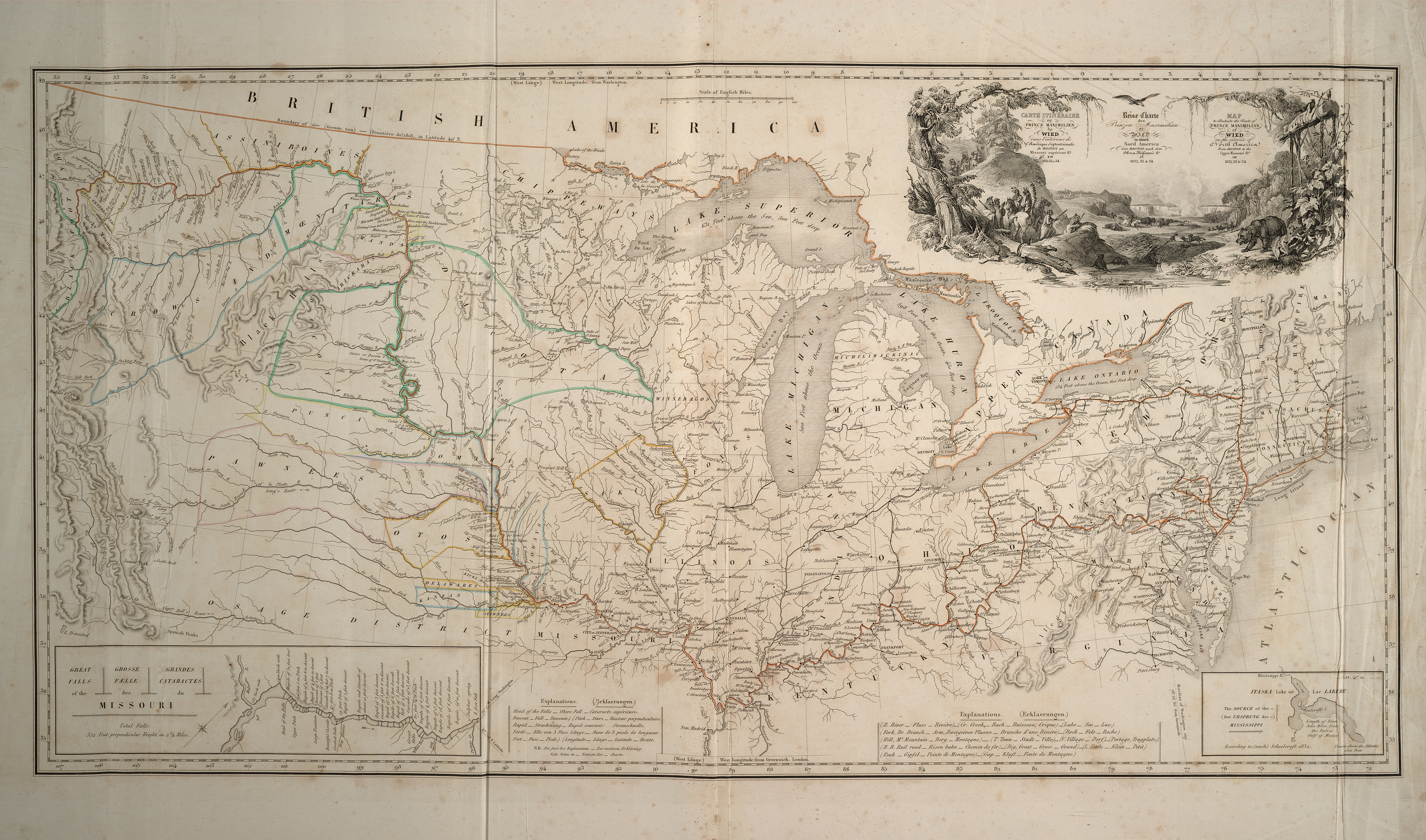
Die Reiseroute von Maximilian zu Wied-Neuwied in den Jahren 1832 bis 1834 in Nordamerika ist mit roter Farbe eingetragen, Orange markiert Grenzverläufe.

Das Werk beschreibt die Ergebnisse der völkerkundlichen Reise von Maximilian zu Wied-Neuwied, Karl Bodmer und David Dreidoppel in den Jahren 1832 bis 1834 nach Nordamerika. Das Ziel dieser Forschungsreise war die Flora und Fauna Nordamerikas und die Begegnung mit jenen Indianerstämmen, die seinerzeit westlich des Missouri lebten und zu den Forts am Ufer des Missouri kamen, um Pelzhandel mit der American Fur Company zu betreiben.
Das Werk Reise in das innere Nord-Amerika 1832 bis 1834 wurde zu einer wichtigen Dokumentation der indianischen Bevölkerung der USA.
Karl Bodmer brachte von der Reise mehr als 400 Skizzen und Aquarelle von Indianern, Pflanzen, Tieren und Landschaften nach Deutschland zurück. Prinz Maximilian zu Wied-Neuwied wählte unter den zahlreichen Aquarellen diejenigen aus, die er in sein Buch Reise in das innere Nord-America in den Jahren 1832 bis 1834 aufnehmen wollte.
Er bat daraufhin Karl Bodmer, die Herstellung der Illustrationen gegen die Zahlung eines Monatslohnes von 100 Talern zu überwachen, von dem er die Hälfte des Geldes für Löhne und Spesen verwenden musste.

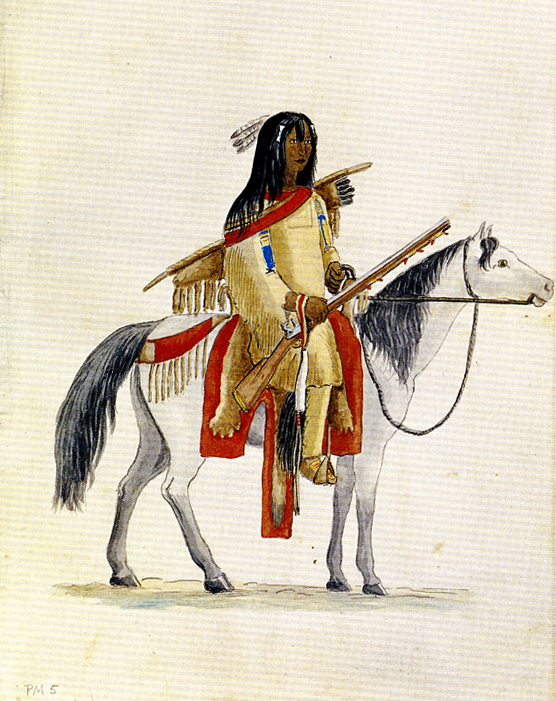
Reitender Indianer. Aquarell von Maximilian zu Wied-Neuwied 1833 oder 1834.

Karl Bodmer beaufsichtigte daraufhin 20 renommierte Kupferstecher in Paris, Zürich und London, die 63 Stahl- und 18 Kupferplatten herstellten, welche seine Aquarelle genau reproduzierten. Die Kupferstecher benutzten dabei Pantografen, um die Vorlagen und ihre Proportionen präzise zu vergrößern.
Von den 81 Platten erschienen 48 große als Bildtafeln (Tableau genannt) im Großformat und 33 kleinere als Vignetten. Nach dem Druck leitete er Künstler an, die die Bildtafeln und Vignetten gemäß seinen Angaben kolorieren sollten. Er reiste deshalb ständig zwischen den Städten Paris, Zürich und London hin und her, um die exakte Ausführung der Drucke und ihrer farbigen Fassungen sicherzustellen. Am 10. November 1837 wurde die erste Lieferung der deutschen Ausgabe in fünf verschiedenen Ausführungen angeboten. Die Preise für jede der 20 Lieferungen lagen zwischen 3 Thalern, 5 Silbergroschen und 10 Thalern, je nach Art des Papiers und der Zahl der kolorierten Stiche. So ergaben sich Preise für das deutsche Gesamtwerk in Höhe von 60 – 200 Talern. Zum Vergleich: Ein gelernter Arbeiter verdiente seinerzeit in Koblenz im ganzen Jahr 200 Taler.
Zwischen 1837 und 1842 veröffentlichte Jakob Hölscher in Koblenz das deutschsprachige Buchprojekt Reise in das innere Nord-America in den Jahren 1832 bis 1834 als zweibändiges Werk mit Bildatlas in Einzellieferungen. Wegen der 81 Bodmer-Illustrationen gilt es als Meilenstein in der Geschichte des Buchdrucks im 19. Jahrhundert.
Die Reisebeschreibungen umfassen insgesamt 1340 Textseiten, in die 52 kleine Holzschnitte eingefügt sind. Der Text von Maximilian zu Wied-Neuwied enthält in der Reihenfolge seiner Tagebuchaufzeichnungen nicht nur Reiseschilderungen und Berichte über die Indianervölker, sondern auch Aufzeichnungen über die Flora und Fauna Nordamerikas und eine Beschreibung der industrialisierten Oststaaten der USA. Der separate Bildatlas besteht aus 81 Illustrationen und einer Karte; er wurde in fünf verschiedenen Ausführungen angeboten, die unterschiedliche Papierqualitäten und entweder unkolorierte Schwarzweißbilder oder kolorierte Farbbilder enthielten.

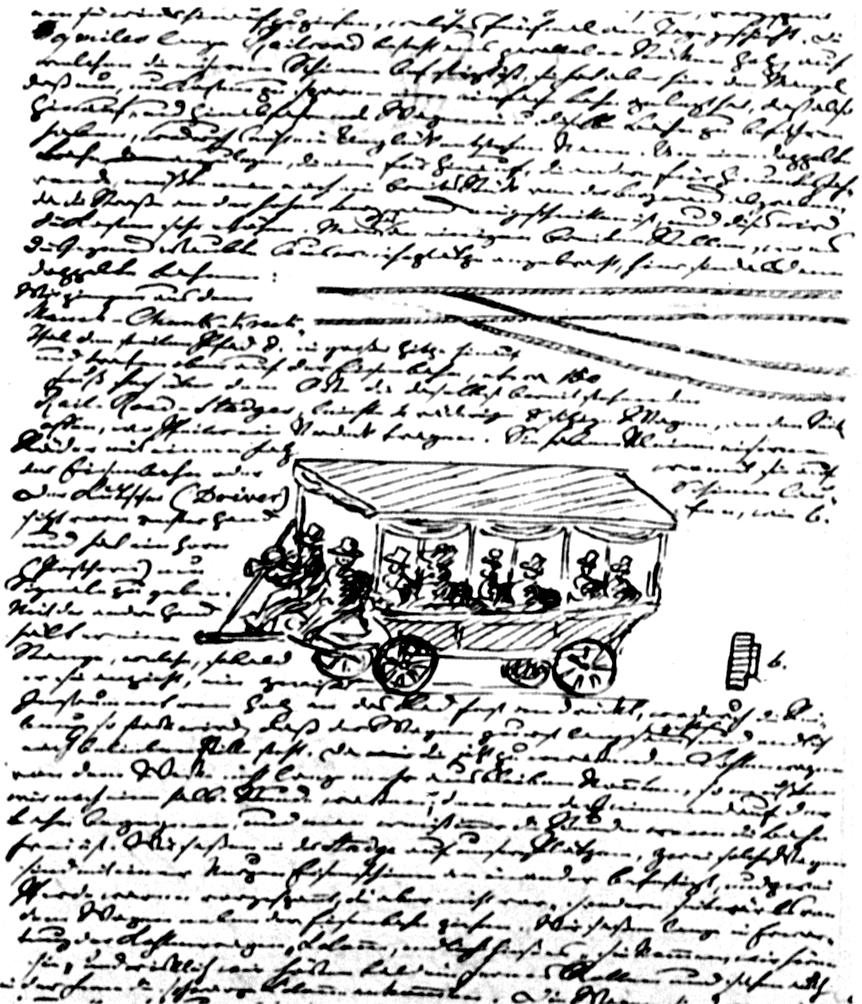
Tagebucheintrag von Maximilian zu Wied-Neuwied vom 31. August 1832. Er zeichnet den Personenwagen der Pferdebahn, die zu dem Kohlebergwerk des Ortes Mauch Chunk in Pennsylvania, USA, hinaufführt, und die Weiche und Bremsvorrichtung (b).

Der gedruckte Text von Maximilian zu Wied-Neuwied umfasst rund 300 000 Wörter, während das Manuskript etwa 500 000 Wörter enthielt. Das Manuskript wurde also vor der Veröffentlichung stark gekürzt, beispielsweise um die Beschreibung von Trinkgelagen, um die Darstellung sexueller Gewohnheiten der besuchten Indianerstämme und um einige wenig schmeichelhafte Bemerkungen über die weißen Händler am Missouri. Zum Einstieg beim Lesen des Textes (etwa des Reprints vom Verlag L. Borowsky, München 1979) eignet sich Kapitel 21 im 2. Band; dort beschreibt Maximilian zu Wied-Neuwied die ursprüngliche Flusslandschaft des Missouri und seine Tierwelt im Jahr 1833. Diese Flussfahrt in unberührter Natur muss ein einzigartiges Erlebnis gewesen sein. Laut Hermann Josef Roth hat Karl May die Reiseberichte von Maximilian zu Wied-Neuwied gelesen und möglicherweise dessen Erlebnisse für die Romanfigur Old Shatterhand genutzt.
Die Subskribentenliste führt 215 Personen und Institutionen auf, die insgesamt 277 Exemplare bestellten, davon waren 160 Exemplare in der einfachsten Ausführung ohne Kolorierung. Es zeigte sich, dass weitere Käufer des Werkes nur sehr schwer zu gewinnen waren. Dabei kam es zu Spannungen zwischen Karl Bodmer und dem Prinzen Maximilian zu Wied-Neuwied, da Bodmer vertraglich zugesagt hatte, die Verantwortung für den Verkauf in Frankreich und England zu übernehmen. Die französische Erstausgabe erschien 1840–1843, und die englische Erstausgabe folgte 1843–1844. Die wirtschaftliche Depression des Jahres 1846 und die Revolution von 1848 dämpften überall die Nachfrage, und ein finanzielles Debakel zeichnete sich ab. 1847 verzichtete Karl Bodmer auf alle seine Rechte an den Originalplatten und übertrug die Verantwortung für die Vermarktung auf Prinz Maximilian zu Wied-Neuwied und seine Familie. Hans Peter Treichler berichtet, dass Karl Bodmer seinerzeit eine geradezu verheerende Bilanz zog: Er, Bodmer, habe zehn der besten Jahre seines Lebens dem Bildatlas geopfert. Auch wenn er die beiden Amerikajahre ausnehme, habe dieser Einsatz seiner Künstlerlaufbahn nachhaltig geschadet, das Versäumte lasse sich auch mit einem Höchstmaß an Einsatz und Willenskraft nicht wieder einbringen.
Er übergab die Platten aber erst 1856 der preußischen Botschaft in Paris zur Weitergabe, wo sie wegen des Deutsch-Französischen Krieges bis zum Jahr 1873 lagerten. Bodmers Werke und Druckplatten, die er Maximilian zu Wied-Neuwied überlassen musste, wurden im Schloss Neuwied aufbewahrt und gerieten in Vergessenheit. Stanley Pargellis, Leiter der Newberry Library, und der deutsche Wissenschaftler Dr. Joseph Röder sorgten für ihre Wiederentdeckung. Durch eine Wanderausstellung kamen 118 Aquarelle 1953–1955 nach Amerika und machten die Aquarelle dort bekannt.
Im Jahr 1959 erwarb die Kunsthandlung M Knoedler & Co aus New York die im Schloss Neuwied aufbewahrten gesamten Archivmaterialien sowie Karl Bodmers Kunstwerke und Druckplatten und stellte sie im Joslyn Art Museum in Omaha (Nebraska) aus. Im Jahr darauf kaufte die Northern Gas Company mit Sitz in Omaha die Sammlung für die Stiftung Inner North an und übergab sie dem Joslyn Art Museum zunächst als Leihgabe und 1986 als Geschenk.

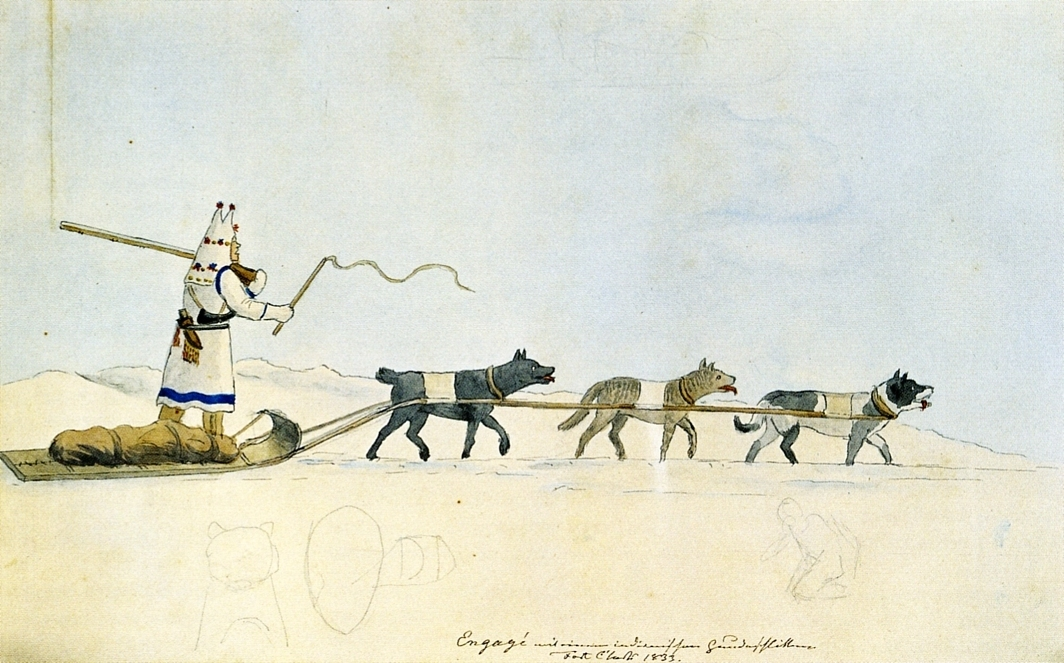
Engagé mit einem indianischen Hundeschlitten bei Fort Clark. Aquarell von Maximilian zu Wied-Neuwied 1833.

In dem Museumsbestand befinden sich seitdem 386 Zeichnungen und Aquarelle von Karl Bodmer, die Tagebücher und die Reisekorrespondenz von Maximilian zu Wied-Neuwied sowie weitere Dokumente wie Zeitungsausschnitte, Rechnungen, Einladungen und Landkarten. Die Tagebücher von Maximilian zu Wied-Neuwied werden ab 2008 in drei Bänden in englischer Übersetzung mit den Zeichnungen und Aquarelle von Maximilian zu Wied-Neuwied publiziert. Der erste Band mit den Tagebüchern von Mai 1832 bis April 1833 ist 2008 erschienen.
1989 gab das Joslyn Art Museum eine handkolorierte und auf 125 Exemplare limitierte Neuausgabe vom Bildatlas der Reise in das innere Nord-Amerika 1832–1834 heraus, die mit den Original-Druckplatten hergestellt wurde.
In verschiedenen Buchveröffentlichungen hat das Museum gemeinsam mit der University of Nebraska Press Zeichnungen und Aquarelle aus dem Museumsbestand publiziert. 1984 erschien das Buch Karl Bodmer's America mit 359 Reproduktionen von Zeichnungen und Aquarellen, die Karl Bodmer während der Amerikareise angefertigt hatte.
Nach dem Urteil von Hans Peter Treichler  sind die Originalaquarelle in ihrer Spontanität, aber auch in ihrer Farbgebung und Linienführung den späteren gestochenen Illustrationen künstlerisch überlegen.
Karl Bodmers Illustrationen von Nordamerika gibt es in unterschiedlichen Farbgebungen, da sie von Hand koloriert wurden. Sie befinden sich heute nicht nur in den genannten Museen, sondern auch in The Whitney Gallery of Western Art im Buffalo Bill Historical Center in der Stadt Cody (Wyoming, USA) und in einigen anderen vorwiegend amerikanischen Museen. Über den Kunsthandel werden viele Werke von ihm angeboten.

### Die wissenschaftlichen Sammlungen
Die ethnologischen Objekte befinden sich zum großen Teil im Linden-Museum in Stuttgart und in dem Ethnologischen Museum in Berlin. Einzelobjekte sind im Deutschen Ledermuseum in Offenbach, im Canadian Museum of Civilization am Ottawa-Fluss in Gatineau, Québec und andernorts.

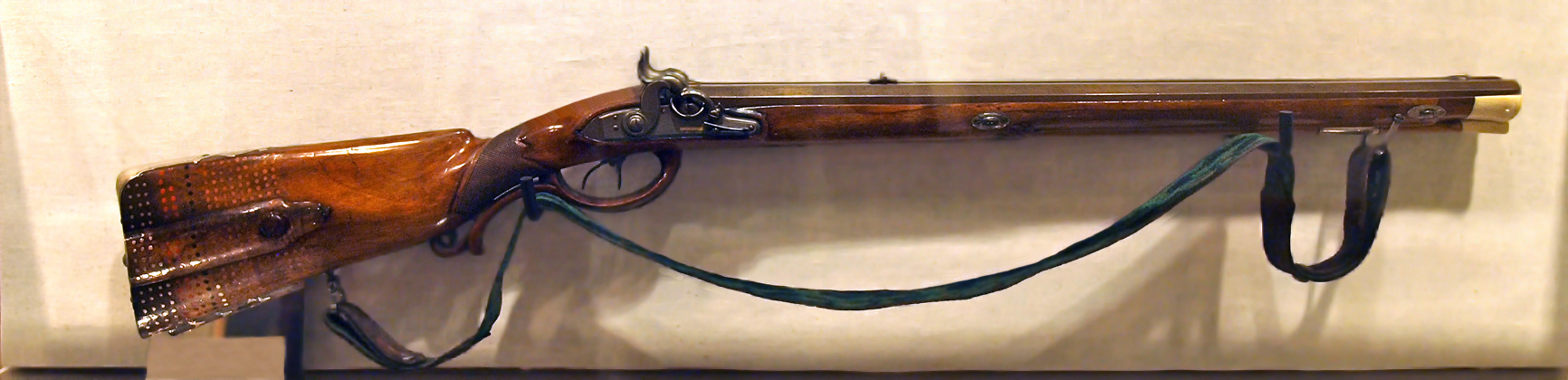
Doppelbüchse aus Maximilian zu Wied-Neuwieds persönlichem Besitz im Schloss Neuwied.

Die zoologischen Objekte werden zum großen Teil im National Museum of American History der Smithsonian Institution aufbewahrt. Einzelobjekte sind im American Museum of Natural History in New York, Museum für Naturkunde in Berlin, in der Naturhistorischen Abteilung des Museums Wiesbaden und andernorts.
Die Herbarmaterialien befinden sich zum großen Teil im Fürstlich-wiedischen Archiv im Schloss Neuwied in Neuwied, im Botanischen Museum Berlin-Dahlem und in Brüssel.
Die Autographen, Briefe und Notizen liegen zum großen Teil im Fürstlich-wiedischen Archiv im Schloss Neuwied in Neuwied, im Institute of Western Studies im Joslyn Art Museum in Omaha, in der Stuttgarter Brasilien-Bibliothek der Robert Bosch GmbH und in der Sammlung von Dr. Hermann J. Roth in Bonn.
Die Fossilien lagern im Goldfuß-Museum für Paläontologie der Rheinischen Friedrich-Wilhelms-Universität Bonn.
Der präparierte Schädel des Botokuden Joachim Quäck, der im Schloss Neuwied lebte, wurde nach seinem Tod obduziert und gelangte dann in die Abteilung Schädel fremder Raçen der Anthropologischen Sammlung des Anatomischen Museums der Rheinischen Friedrich-Wilhelms-Universität Bonn. Am 15. Mai 2011 wurde Quäcks Schädel in einer feierlichen Zeremonie den Angehörigen seines Stammes der Botokuden im brasilianischen Bundesstaat Minas Gerais übergeben. Präparierte Schädel, die Maximilian zu Wied-Neuwied aus Brasilien und Nordamerika mitbrachte, gelangten in die Sammlung von Professor Johann Friedrich Blumenbach in Göttingen und sind dort verschollen.

## Ehrungen
1819 wurde er Mitglied der Leopoldina.
1820 wurde er zum Ehrenmitglied der Bayerischen Akademie der Wissenschaften ernannt.
Die Naturforschende Gesellschaft zu Emden ernannte ihn 1824 zum wirklichen Ehrenmitglied. 1826 wurde er zum Ehrenmitglied der Göttinger Akademie der Wissenschaften gewählt. 1835 wurde er als Ehrenmitglied in die Russische Akademie der Wissenschaften in Sankt Petersburg aufgenommen. Am 12. Mai 1836 erhielt er den Roten Adlerorden I. Klasse. Seit 1853 war er auch Ehrenmitglied der Preußischen Akademie der Wissenschaften. Die Friedrich-Schiller-Universität Jena verlieh ihm 1858 die Ehrendoktorwürde. 1844 wurde Wied-Neuwied von Félix Édouard Guérin-Méneville als Mitglied Nummer 290 der Société Cuvierienne vorgestellt.
Über 50 wissenschaftliche Gattungs- und Artenbezeichnungen tragen seinen Namen (maximilliani, neuwiedia oder wiedii) und erinnern an seine Forschungen, beispielsweise: Bergmeerschweinchen, Hornfrösche, Kleinstzwergkauz, Kurzbrauen-Brillenkauz, Langschwanzkatze, Laubfrosch Pseudacris crucifer, Maximilianpapagei, Nacktschnabelhäher, die Orchideengattung Neuwiedia, Neuwiedia griffithii, Neuwiedia zollingeri und weitere Arten, Rotaugenente, Rotnasenmaus, Rotwangen-Schmuckschildkröte, Schlammläufer, Sonnenblume Maximilian sunflower, Südbahia-Springaffe, Waldlanzenottern Bothriopsis bilineata, Weißflügel-Pompadourkotinga und Wurmschlange.

## Werke

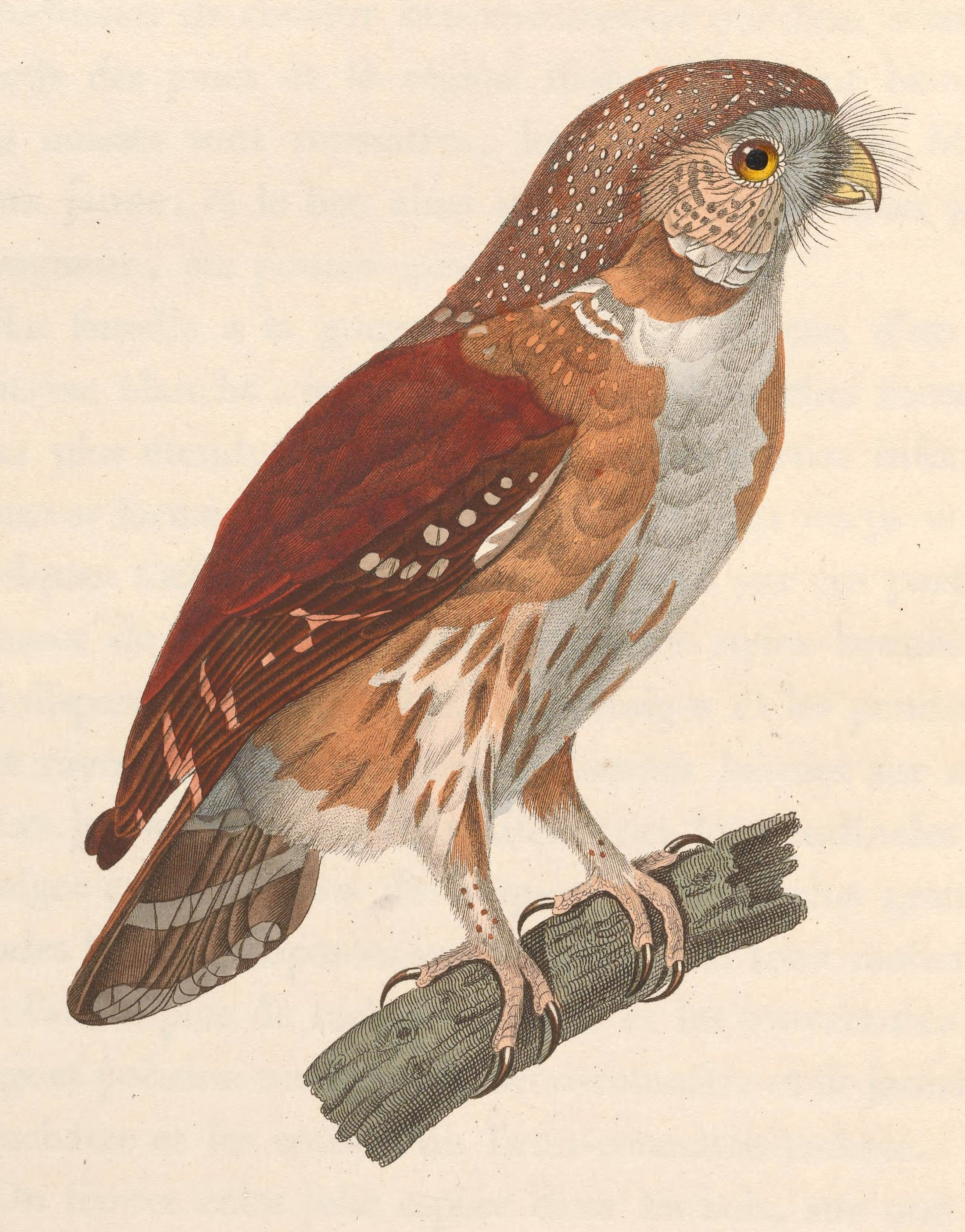
Der Kleinstzwergkauz wurde von Maximilian zu Wied-Neuwied 1830 beschrieben und mit dem Namen Strix minutissima versehen. Das beschriebene Exemplar befindet sich im Walter Rothschild Zoological Museum in Tring.

### Expedition nach Brasilien in den Jahren 1815 bis 1817
Deutsche Erstausgaben

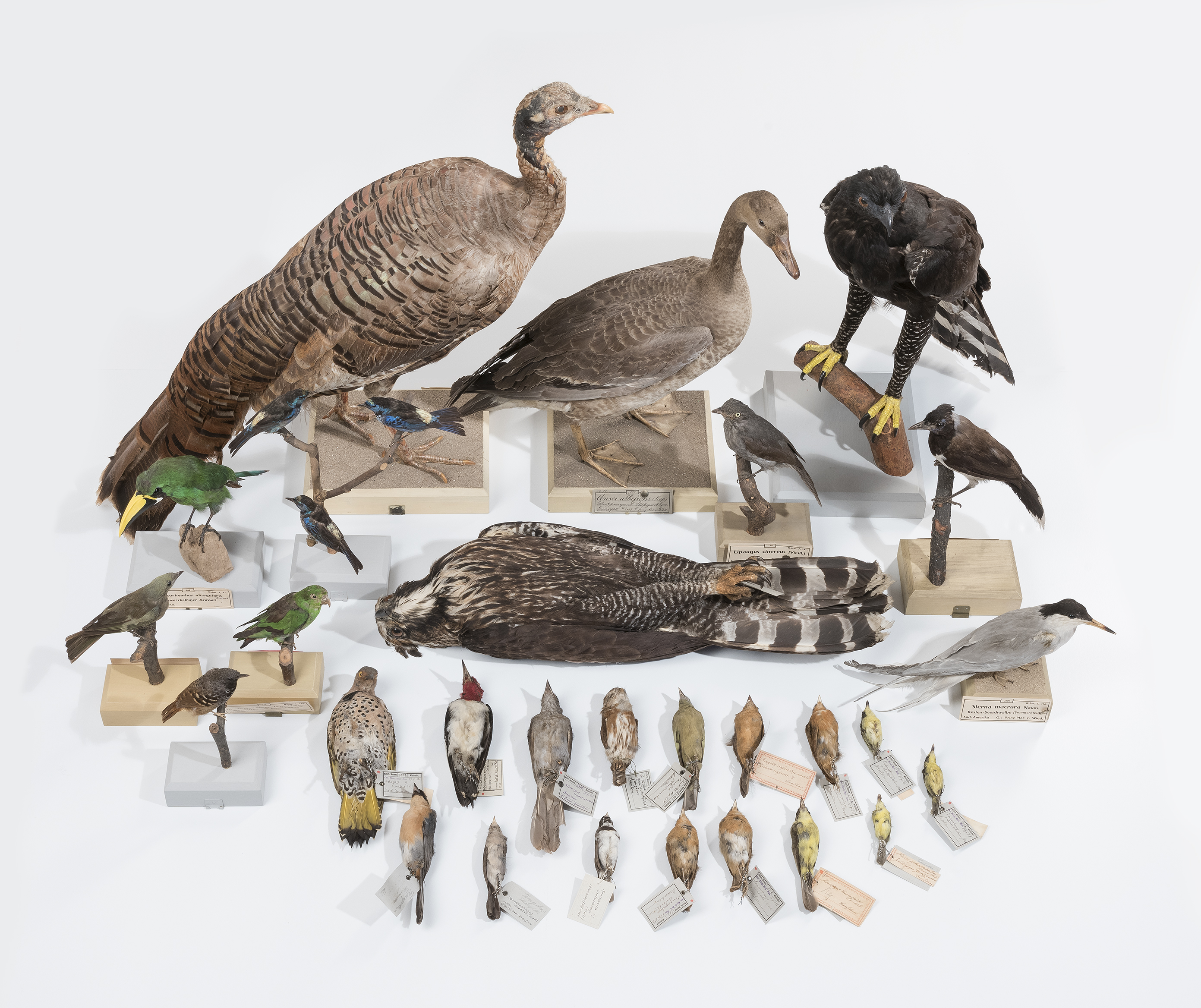
Vogelpräparate im Museum Wiesbaden, von Maximilian zu Wied-Neuwied bei seiner Expedition nach Brasilien und Nordamerika gesammelt und präpariert.

- Maximilian zu Wied-Neuwied: Reise nach Brasilien in den Jahren 1815 bis 1817. 2 Bände, Verlag Heinrich Ludwig Brönner, Frankfurt 1820–1821. Digitalisierte Fassung von Band 1 archive.org und Band 2 archive.org[19]
- Maximilian zu Wied-Neuwied: Abbildungen zur Naturgeschichte Brasiliens. Weimar 1822–1831.[20] archive.org.
- Maximilian zu Wied-Neuwied: Beiträge zur Naturgeschichte Brasiliens, 1824–1833, 4 Bände in 5 Teilen (Beiträge zur Naturalgeschichte von Brasilien. Weimar 1825–1833). Digitalisierte Fassung von Band 1 (1825) doi:10.5962/bhl.title.63798, Band 2 archive.org, Band 3 (1830)archive.org und Band 4 (1832) archive.org.
- Maximilian zu Wied-Neuwied: Brasilien, Nachträge, Berichtigungen, Zusätze. Brönner, Frankfurt am Main 1850. Mikrofiche-Ausgabe: Georg Olms Verlag, Hildesheim u. a. 1994–1998 (Gesamttitel: Fürstliche Bibliothek Corvey – Microedition der Sachliteratur).

Englische Erstausgabe
- Maximilian zu Wied-Neuwied: Travels in Brazil in the years 1815, 1816, 1817. Henry Colburn & Co, London 1820.

Französische Erstausgabe
- Maximilian de Wied: Voyage au Brésil dans les années 1815, 1816 et 1817. Arthus-Bertrand, Paris 1821–1822. 3 Bände und Tafelband. archive.org.

Niederländische Erstausgabe
- Maximiliaan Prins van Wied-Neuwied: Reize naar Brazilie in de jaren 1815 tot 1817. W. van Boekeren, Groningen 1822–1823. 2 Bände.

Deutsche Nachdrucke und Neuausgaben
- Maximilian zu Wied-Neuwied: Reise nach Brasilien in den Jahren 1815 bis 1817. Bearb. und hrsg. von Wolfgang Joost. F.A. Brockhaus Verlag, Leipzig 1987, ISBN 3-325-00093-2.
- Maximilian zu Wied-Neuwied: Reise nach Brasilien in den Jahren 1815 bis 1817. Herausgegeben v. Hermann Josef Roth. Reprint der zweibändigen Ausgabe aus den Jahren 1820/21. Gardez! Verlag, Remscheid 2001. Band 1: ISBN 3-89796-027-3, Band 2: ISBN 3-89796-028-1, Gesamtwerk: ISBN 3-89796-026-5.
- Maximilian zu Wied-Neuwied: Reise nach Brasilien in den Jahren 1815 bis 1817. Mit den vollständigen Illustrationen aus den Original-Bänden und einem Nachwort von Matthias Glaubrecht. Die Andere Bibliothek, Berlin 2015, ISBN 978-3-8477-0017-3.

Anschließende Veröffentlichungen
- Maximilian zu Wied-Neuwied: Abbildungen zur Naturgeschichte von Brasilien. In der französischen Ausgabe: Recueil de Planches coloriées d' Animaux du Brésil.[21] Fünfzehn Lieferungen. Weimar, im Verlage des Landes-Industrie-Comptoirs. 1822–1831.
- Maximilian zu Wied-Neuwied: Beiträge zur Naturgeschichte von Brasilien.[22]
  - I. Band: Mit 3 Kupfertafeln. Weimar, im Verlage des Gr. H. S. priv. Landes-Industrie-Comptoirs. 1825.
  - II. Band: Mit 5 Kupfertafeln. Weimar, im Verlage des Gr. H. S. priv. Landes-Industrie-Comptoirs. 1826.
  - III. Band: Erste Abtheilung. Weimar, im Verlage des Gr. H. S. priv. Landes-Industrie-Comptoirs. 1830.
  - III. Band: Zweite Abtheilung. Mit 1 Tafel Abbildungen. Weimar, im Verlage des Gr. H. S. priv. Landes-Industrie-Comptoirs. 1831.
  - IIII. Band: Erste Abtheilung. Weimar, im Verlage des Landes-Industrie-Comptoirs. 1832.
  - IIII. Band: Zweite Abtheilung. Mit 5 Tafeln Abbildungen. Weimar, im Verlage des Landes-Industrie-Comptoirs. 1833.

Postume Veröffentlichungen
- Maximilian zu Wied-Neuwied: Unveröffentlichte Bilder und Handschriften zur Völkerkunde Brasiliens. Hrsg. Josef Röder und Hermann Trimborn. Dümmler, Bonn 1954.
- Susanne Koppel: Brasilien-Bibliothek der Robert-Bosch-GmbH: Katalog, Bände 1–2. Deutsche Verlags-Anstalt, Stuttgart 1988–1991.
  - Katalog Band I: Abgeschlossen zum Jahresende 1983. Bearb. von Susanne Koppel. Deutsche Verlags-Anstalt Stuttgart, ISBN 3-421-02840-0.
  - Katalog Band II: Nachlass des Prinzen Maximilian zu Wied-Neuwied:
    - Teil 1: Illustrationen zur Reise 1815 bis 1817 in Brasilien. Bearb. von Renate Löschner. Deutsche Verlags-Anstalt Stuttgart 1988, ISBN 3-421-02938-5.
    - Teil 2: Briefwechsel und Zeichnungen zu den naturhistorischen Werken. Bearb. von Birgit Kirschstein-Gamber, Susanne Koppel und Renate Löscher. Mit einer Einführung von Dorothea Kuhn. Deutsche Verlagsanstalt, Stuttgart 1991, ISBN 3-421-03005-7.

### Reise in das innere Nord-America in den Jahren 1832 bis 1834
Deutsche Erstausgaben

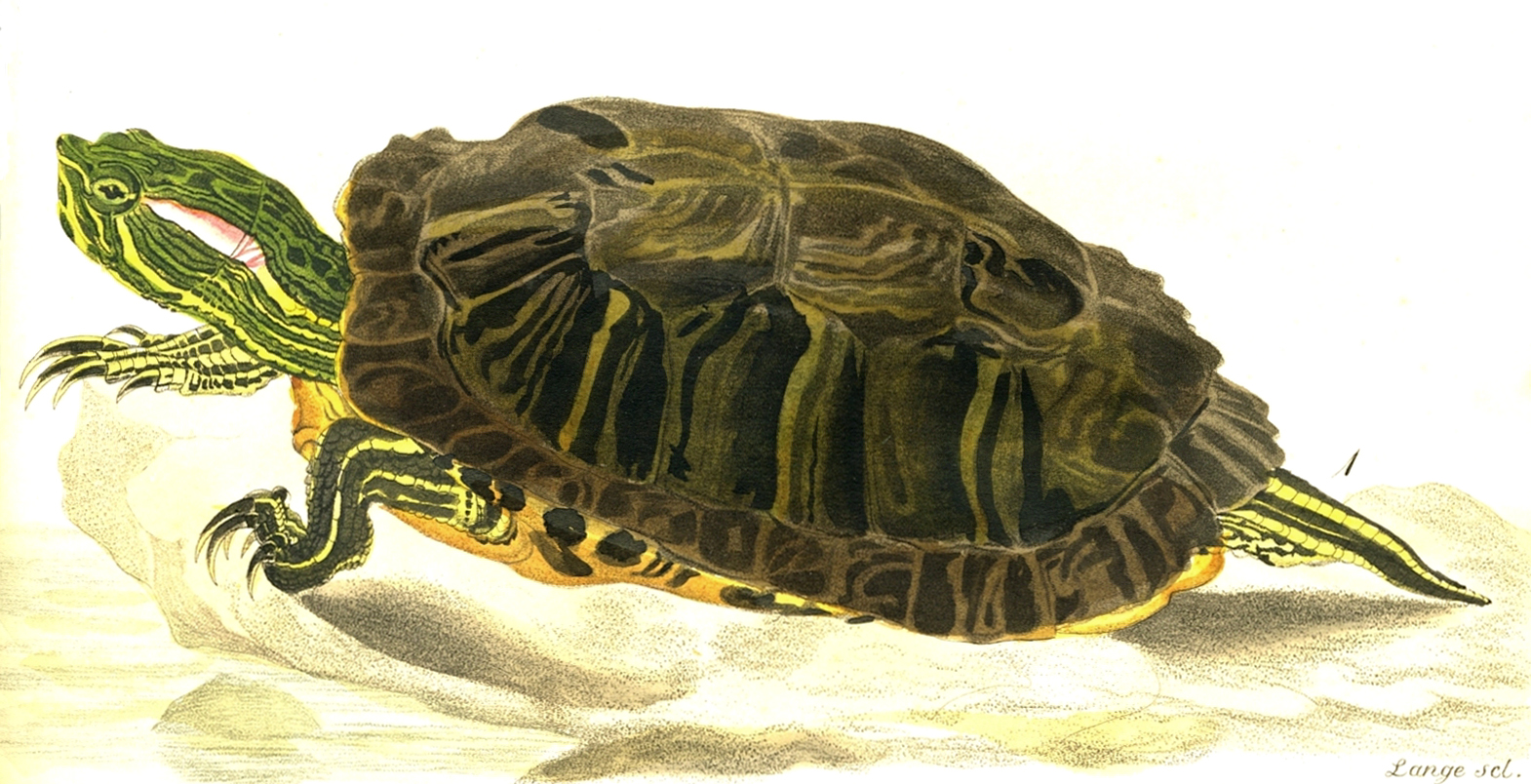
Diese von Karl Bodmer erstellte wissenschaftliche Illustration wurde 1865 veröffentlicht und zeigt die nordamerikanische Rotwangen-Schmuckschildkröte (Trachemys scripta elegans), die von Maximilian zu Wied-Neuwied beschrieben wurde.

- Maximilian zu Wied-Neuwied: Reise in das innere Nord-America in den Jahren 1832 bis 1834. 2 Textbände und 1 Bildband mit Illustrationen von Karl Bodmer, J. Hölscher, Koblenz 1839–1841.
- Maximilian zu Wied-Neuwied: Verzeichnis der auf meiner Reise in Nord-Amerika beobachteten Säugethiere. Nicolai Verlag, Berlin, 1862. Mit 4 Lith. von C.F. Schmidt.
- Maximilian zu Wied-Neuwied: Verzeichnis der Reptilien welche auf einer Reise im nördlichen America beobachtet wurden. Nova Acta Academiae Caesareae Leopoldinae Nat. Cur. 32, I, 8, E.Blochmann&Sohn, Dresden 1865 (Mit 7 handkolorierten Illustrationen von Karl Bodmer von Schildkröten und zwei Salamandern. Auch separat veröffentlicht: Frommann, Jena.)

Französische Erstausgabe
- Maximilian zu Wied-Neuwied: Voyage dans l’interieur de L’Amérique du Nord exécuté pendant les années 1832, 1833 et 1834. Arthus-Bertrand 1840–1843.

Englische Erstausgabe
- Maximilian zu Wied-Neuwied: Maximilian Prince of Wied’s Travels in the Interior of North America, during the years 1832–1834. Achermann & Comp., London 1843–1844 (Übersetzung von H. Evans Lloyd). Auszüge daraus erschienen 1906 als fotomechanisches Faksimile mit Halbtonbildern in Early Western Travels, 1748–1848 Band 22[23]–25 von Reuben Gold Thwaites, Arthur H. Clark Company, Cleveland – Ohio.

Reprints von Karl Bodmers Originalplatten
- Leipziger Edition: Ausgabe unkolorierter Drucke von den Originalplatten des Bildatlas im Verlag Schmidt und Guenther, Leipzig 1921–1922, unter dem Serientitel Reprints of Rare Americana.
- Alecto Historical Editions: Limited Edition Prints. London 1989–1993. Handkolorierte und auf 125 Exemplare limitierte Neuausgabe der Tableaus und Vignetten unter Verwendung der Original-Druckplatten von Karl Bodmer unter dem Namen Bodmers America.[24] Die Kolorierung weicht von der verhaltenen Kolorierung der Originale, die Karl Bodmer mit seinem Blindstempel autorisierte, ab und ist von einer stärkeren Farbigkeit bestimmt.

Handkolorierte Drucke von neuen Bildplatten
- Auf 50 Exemplare limitierte handkolorierte Ausgabe für „Original Journals of the Lewis and Clark Expedition“ (13 Bände), herausgegeben von Reuben Gold Thwaites, Dodd, Mead & Company, New York 1904–1905.
- Maximilian zu Wied-Neuwied: Verzeichnis der Reptilien welche auf einer Reise im nördlichen America beobachtet wurden. Salt Lake City ca. 2006, ISBN 1-932871-04-7, ISBN 1-932871-03-9 (lot-tissimo.com)

Fotomechanische Nachdrucke
- Indianer: Faksimiles zu Maximilian zu Wied-Neuwied: Reise in das innere Nord-Amerika 1832–1834. Unveränderter fotomechanischer Nachdruck von zwei Textbänden, Vignetten und Bildtafeln. Zentralantiquariat Leipzig 1968.
- Maximilian zu Wied-Neuwied: Reise in das innere Nord-Amerika 1832–1834. Reprint mit zwei Textbänden, Vignettenband und Tafelmappe. Verlag L. Borowsky, München 1979 (vollständige Ausgabe).
- Walter Hansen: Die Reise des Prinzen Wied zu den Indianern. Verlag W. Ludwig, Pfaffenhofen-Ilm 1977 (gekürzt zu einer fortlaufenden und gut lesbaren Textfassung mit Schwarzweißfotografien)
- Maximilian zu Wied-Neuwied: Reise in das innere Nord-Amerika 1832–1834. Reprint der Tableaus und Vignetten in guter Farbdruckqualität mit sehr stark gekürztem Text, preiswert. Taschen, Köln 2001.
- Maximilian zu Wied-Neuwied: Verzeichnis der Reptilien welche auf einer Reise im nördlichen America beobachtet wurden. Bibliomania!, Salt Lake City ca. 2006, ISBN 1-932871-04-7 (gebunden), ISBN 1-932871-03-9 (ungebunden).
- Reuben Gold Thwaites Early Western Travels, 1748–1846. AMS Press, New York 1966.

Amerikanische Erstausgaben der Skizzen und Aquarelle
Sammlung im Joselyn Art Museum
- David C. Hunt, William J. Orr, W. H. Goetzmann (Hrsg.): Karl Bodmer’s America. Mit einer Biografie von William J. Orr: Karl Bodmer. The Artist’s Life. und der Erstveröffentlichung von Bodmers amerikanischen Skizzen und Aquarellen im Joselyn Art Museum in bester Qualität. Joslyn Art Museum, Omaha Ne 1984, ISBN 0-8032-1185-6
- John C.Ewers: Views of vanishing frontier. Joslyn Art Museum, Omaha Ne 1984, 1985, ISBN 0-936364-12-2
- Marsha V. Gallagher: Karl Bodmer’s eastern views. Joslyn Art Museum, Omaha Ne 1996, ISBN 0-936364-26-2

Karl Bodmers Nordamerikanische Drucke
Sammlung im Joslyn Art Museum
- Brandon K. Ruud (Hrsg.): Karl Bodmer's North American Prints. Abbildungen der Drucke und Essays von Ron Tyler und Brandon K. Ruud. Vorwort von J. Brooks Joyner. Joslyn Art Museum, Omaha, Nebraska in Zusammenarbeit mit der University of Nebraska Press, Lincoln und London, 2004. ISBN 0-8032-1326-3

Reisetagebücher von Maximilian zu Wied-Neuwied in englischer Übersetzung
- Stephen S. Witte, Marsha V. Gallagher (Hrsg.): The North American Journals of Prince Maximilian of Wied. Volume 1: May 1832-April 1833. Joslyn Art Museum, Omaha (Nebraska) 2008. (Englische Übersetzung mit den Zeichnungen und Aquarellen der Tagebücher.)
- Stephen S. Witte, Marsha V. Gallagher (Hrsg.): The North American Journals of Prince Maximilian of Wied. Volume 2: April–September 1833. Joslyn Art Museum, Omaha (Nebraska) 2010. (Englische Übersetzung mit den Zeichnungen und Aquarellen der Tagebücher.)
- Stephen S. Witte, Marsha V. Gallagher (Hrsg.): The North American Journals of Prince Maximilian of Wied. Volume 3: September 1833-August 1834. Joslyn Art Museum, Omaha (Nebraska) 2012. (Englische Übersetzung von William J. Orr, Paul Schach und Dieter Karch mit den Zeichnungen und Aquarellen der Tagebücher. Vorwort von John Wilson.)

Die Berliner und Stuttgarter Nordamerikasammlung von Maximilian zu Wied-Neuwied
- Nordamerika Native Museum Zürich: Karl Bodmer. A Swiss Artist in America 1809–1893. Ein Schweizer Künstler in Amerika. Scheidegger & Spiess, Zürich 2009, ISBN 978-3-85881-236-0 (Text: deutsch und englisch. Mit einer Bibliografie und mit Abbildungen aller Tableaus und Vignetten aus dem NONAM, Nordamerika Native Museum – Indianer und Inuit Kulturen in Zürich.).

## Film und Video
- Film: Bodmers Reise:

Die Jahre 1833 und 1834, in denen Bodmer mit dem deutschen Naturforscher und Ethnologen Prinz Maximilian zu Wied den Missouri hinauffuhr, sind das Thema des Films Bodmers Reise. Der Schweizer Filmemacher Luke Gasser hat diesen Film 2010 als dokumentarisches Essay gedreht. Der Film mit 105 Minuten Laufzeit ist in einer Art Roadmovie angelegt und mit Reenactments gestaltet.
- Video: Ein Prinz unter Indianern. Die Reisen des Maximilian zu Wied: Die Erstausstrahlung des von Terra X hergestellten Filmes wurde im ZDF am 12. März 2017 um 19.30 Uhr gezeigt. Das 2017 in Deutschland hergestellte 43 Minuten lange Video ist bis zum 11. März 2027, 19.30 Uhr, in der ZDF-Mediathek abrufbar.

## Literatur

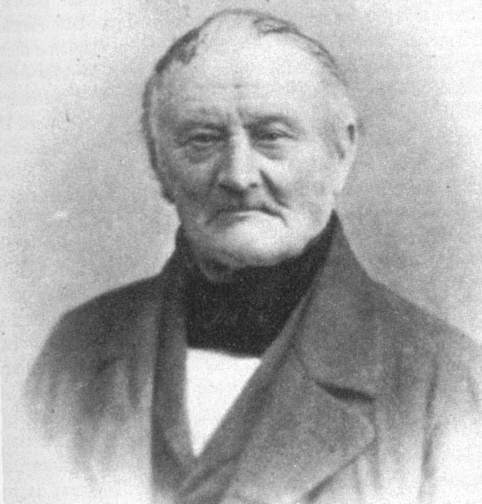
Maximilian zu Wied-Neuwied